# Karaağaç, İskilip
Karaağaç là một xã thuộc huyện İskilip, tỉnh Çorum, Thổ Nhĩ Kỳ. Dân số thời điểm năm 2010 là 121 người.